# Calendrier macédonien
Le calendrier macédonien, en vigueur en Macédoine sous l’Antiquité, est le calendrier dominant également dans plusieurs royaumes hellénistiques, avant que le calendrier julien ne s’impose avec la conquête romaine. Il est de type luni-solaire tout comme le calendrier attique.

## Un calendrier luni-solaire
L’année macédonienne comporte 12 mois, alternativement de 30 et de 29 jours. Un mois supplémentaire est intercalé environ tous les trois ans pour rattraper le retard sur l’année solaire. L’année de 13 mois est dite embolismique. À la différence du calendrier attique, on ignore comment ces années embolismiques sont déterminées, et où s’intercale le mois supplémentaire.  L’année commence en automne : la date précise est fixée au 15 octobre après la conquête romaine.

## Mois du calendrier
Comme pour tous les calendriers luni-solaires, la correspondance entre les noms de mois macédoniens et ceux du calendrier grégorien ne peut être qu’approximative, en raison du décalage existant.
Les noms des mois sont liés aux divinités grecques ou aux fêtes religieuses.

### Automne
| Nom        | Nom grec   | Durée    | Équivalent plus ou moins à |
| dĩos       | Δῖος       | 30 jours | octobre                    |
| appellaios | Ἀππελλαῖος | 29 jours | novembre                   |
| audynaios  | Αὐδυναῖος  | 29 jours | décembre                   |

### Hiver
| Nom       | Nom grec             | Durée    | Équivalent plus ou moins à |
| péritios  | Περίτιος             | 30 jours | janvier                    |
| dystros   | Δύστρος              | 29 jours | février                    |
| xanthikos | Ξανθικός ou Ξανδικός | 30 jours | mars                       |

### Printemps
| Nom        | Nom grec           | Durée    | Équivalent plus ou moins à |
| artemisios | Ἀρτεμίσιος         | 29 jours | avril                      |
| daisios    | Δαίσιος            | 30 jours | mai                        |
| panemos    | Πάνεμος ou Πάνημος | 29 jours | juin                       |

### Été
| Nom           | Nom grec      | Durée    | Équivalent plus ou moins à |
| Lôos          | Λῶος          | 30 jours | juillet                    |
| Gorpiæos      | Γορπιαῖος     | 29 jours | août                       |
| Hyperbérétæos | Ὑπερβερεταῖος | 30 jours | septembre                  |

## La diffusion du calendrier macédonien
L’hégémonie macédonienne sur l’Orient méditerranéen se traduit par l’introduction du calendrier macédonien dans plusieurs régions :
- En Égypte, les Lagides tentent d’imposer le calendrier luni-solaire, mais en vain : les documents officiels continuent de porter les deux dates, dans le calendrier macédonien et dans le calendrier égyptien qui est à cette époque solaire. Les deux années ne pouvaient donc concorder, et on se limita à  des tentatives pour faire concorder les mois : on ignore encore les règles mises en œuvre à cette fin (Jones 1997).
- Le calendrier macédonien fut également introduit en Asie Mineure et en Syrie. Selon Jean Malalas (VIII, éd. Bonn, 202), Seleucus Nikator imposa par décret les noms de mois macédoniens en Syrie. Divers témoignages épigraphiques et numismatiques prouvent que le calendrier était encore en usage à la fin du Ier s. av. J.-C. Le calendrier solaire julien l’emporte par la suite graduellement, et le calendrier macédonien devient à son tour solaire, tout en gardant ses noms de mois : au IIe s. ap. J.-C., l’année commence au 23 ou 24 septembre, et le commencement des mois concorde avec les équinoxes (Dios le 24 septembre, Artémisios le 25 mars) et les solstices (Péritios le 25 décembre, Lôos le 24 juin).
- La longueur des mois et le début de l’année varient considérablement d’une région à l’autre, comme en témoigne l’Hemerologion Florentinum, un document énumérant avec le calendrier romain pas moins de seize calendriers provinciaux ou poliades d’Asie Mineure et de Syrie, indiquant les noms de mois et le nombre de jours correspondant. Il s’agit des calendriers de Rome, Alexandrie, Antioche de Syrie, Tyr, la Province d’Arabie, Sidon, Héliopolis, la Lycie, l’Asie et Pamphylie, la Crète, Chypre, la Bithynie, la Cappadoce, Gaza, Ascalon, la Séleucie.